# Baboche
 (mars 2011).
Si vous disposez d'ouvrages ou d'articles de référence ou si vous connaissez des sites web de qualité traitant du thème abordé ici, merci de compléter l'article en donnant les références utiles à sa vérifiabilité et en les liant à la section « Notes et références ».
La baboche ou la bagosse est, en langage populaire québécois, un alcool fabriqué de façon artisanale.

## Description
La baboche était un alcool de mauvaise qualité souvent élaboré dans les érablières familiales du Québec. On en faisait la contrebande.
Aujourd'hui, la baboche est devenue un mythe populaire plutôt qu'un produit véritable. La qualité, le prix, la légalité et la distribution à grande échelle de l'alcool légal ont sonné la fin de la baboche. Cependant, elle est encore produite en petite quantité pour usage personnel.
Fabriquée de manière clandestine, on la retrouve aussi dans le milieu carcéral et s'apparente un peu à la Kvas. Elle est généralement obtenue par la fermentation d'un mélange de pains, de jus, de sucres et de fruits.
Il faut aussi noter que la baboche et la bagosse sont des termes assez différent aux îles de la Madeleine. Dans la région, la bagosse réfère au produit par distillation tout acabit alors que la baboche désigne un vin de fruit traditionnel.
Les origines du mot bagosse sont encore disputées. D'un côté, le mot pourrait venir d'un vieux terme français voulant dire bague de saucisson. Selon le dictionnaire USITO, bagosse viendrait plutôt du mot bagasse, référant aux résidus du vin (marc, bagasse de raisin) mélangés avec de l'eau par les pauvres pour produire du vin ou vin de marc.